# Prix commémoratif Yoshirō Irino
Le prix commémoratif Yoshirō Irino est l'un des plus prestigieux prix de musique de la région Asie-Pacifique. Il est régulièrement décerné par la ligue des compositeurs asiatiques (de) (LCA). Le prix a été créé en mémoire du fondateur de la LCA, le compositeur japonais Yoshirō Irino. Il est décerné dans le cadre de la Conférence et du festival de la LCA aux meilleurs compositeurs de moins de 30 ans du pays d'accueil. La première cérémonie de remise des prix qui a eu lieu en 1981 a récompensé Law Wing-fai (de) (Hong Kong). Depuis, le prix a distingué des compositeurs devenus plus tard de grands compositeurs dans leur pays, tels Chan Wing-wah (de) de Hongkong et Phoon Yew Tien (de) de Singapour. Le lauréat probablement le plus connu est le chinois Tan Dun, le compositeur de la musique du film Tigre et Dragon qui a également remporté un prix aux Grammy Awards. Le dernier lauréat est en 2009 Kim Il-jin (de) de Corée du Sud.

## Lauréats
- Law Wing-fai (de) (Hong Kong 1981)
- Phoon Yew Tien (de) (Singapour 1983)
- Cuong Nguyen (Nouvelle-Zélande 1984)
- Tzyy-Sheng Lee (de) (Taïwan 1986)
- Chan Wing-wah (de) (Hong Kong 1988)
- Tan Dun (China 1990)
- Jeroen Speak (de) (Nouvelle-Zélande 1992)
- Jiesun Lim (de) (Corée du Sud 1993)
- Wang Sue-ya (de) (Taïwan 1994)
- Jiradej Setabundhu (de) (Thaïlande 1996)
- Jomar B. Ferreria (Indonésie 1997)
- Yu-Hui Chang (de) (Taïwan 1998)
- Dody Satya Ekagustdiman (de)/A. Fahmy Alatlas (Indonésie 1999)
- Kumiko Ōmura (Japon 2000)
- Sungji Hong (de) (Corée du Sud 2002)
- Sakiko Kosaka (Japon 2003)
- Erel Paz (de) (Israël 2004)
- Narong Prangcharoen (de) (Thaïlande 2005)
- Samuel Holloway (de) (Nouvelle-Zélande 2007)
- Tang Lok-yin (de) (Hong Kong 2007)
- Kim Il-jin (de) (Corée du Sud 2009)
- Yen Ming-Hsiu (Taïwan 2011)